# Gopichand Hinduja
Gopichand Parmanand Hinduja (Sindhi: गोपीचंद परमानंद हिंदुजा, گوپيچند پرمانند هندوجا); 29 gennaio 1940) è un imprenditore indiano-inglese, miliardario che controlla il conglomerato indiano Hinduja Group. Per molti anni è stato co-presidente insieme a suo fratello Srichand "SP" Hinduja, morto nel maggio 2023. Lui e suo fratello sono stati spesso nominati tra le persone più ricche del Regno Unito e dell'Asia, e nella classifica del Sunday Times Rich List 2023 delle persone più ricche del Regno Unito si è classificato al primo posto con un patrimonio familiare stimato di 35 miliardi di sterline. Gopichand ha ottenuto la cittadinanza britannica nel 1997.

## Biografia
Gopichand Parmanand Hinduja è nato il 29 gennaio 1940, figlio di Parmanand Hinduja, e ha studiato al Jai Hind College di Bombay.
I fratelli Hinduja iniziarono la loro carriera nelle attività tessili e commerciali del padre a Bombay, in India, e a Teheran, in Iran. Le prime attività di successo includevano la vendita di prodotti alimentari (cipolle e patate) e di minerale di ferro dall'India all'Iran.
Con l'acquisizione di Ashok Leyland (dalla British Leyland) e Gulf Oil (da Chevron) negli anni '80 e la fondazione di banche in Svizzera e India negli anni '90, il Gruppo Hinduja è diventato una delle aziende più conosciute dell'India insieme a nomi come Tata, Birla e Ambani.  Nel 2012, il Gruppo ha acquisito l'azienda statunitense Houghton International, il più grande produttore mondiale di fluidi metallici, per 1,045 miliardi di dollari, formando un consorzio con l'aiuto di Ghouse Mohammed Asif, (direttore del private equity di JP Morgan) e[Hank Paulson, ex Segretario del Tesoro degli Stati Uniti ed ex Goldman Sachs.

## Vita privata
È sposato con Sunita Hinduja e hanno due figli e una figlia, Sanjay Hinduja, Dheeraj Hinduja e Rita Hinduja. La famiglia Hinduja è di origine Sindhi.
Nel 2015, il loro figlio Sanjay Hinduja ha sposato la sua fidanzata di lunga data, la designer Anu Mahtani, a Udaipur, in India. Il matrimonio costò 15 milioni di sterline e l'intrattenimento includeva i cantanti pop Jennifer Lopez, Arjun Kapoor e Nicole Scherzinger.